# 妮科尔·霍斯普
妮科尔·霍斯普（德語：Nicole Hosp，1983年11月6日—），奥地利女子高山滑雪运动员。她曾代表奥地利参加2006年和2014年冬季奥林匹克运动会高山滑雪比赛，获得二枚银牌和一枚铜牌。